# Демографічний інститут ВУАН
Демографічний інститут ВУАН (1918—1921 — Демографічний інститут УАН, 13 лютого 1934—1936 — Інститут демографії й санітарної статистики ВУАН, 1936—1938 — Інститут демографії й санітарної статистики АН УСРР/УРСР). Заснований 1918 в м. Київ за ініціативою академіка Михайла Туган-Барановського. Був першою у світі спеціалізованою науково-дослідною установою демографічного спрямування. Фактично почав працювати 1 січня 1919. Організація інституту стала справжньою подією у світовій демографічній науці, оскільки вона започаткувала в одній спеціалізованій інституції кооперацію зусиль демографів, які раніше працювали, як правило, чи то в складі університетських кафедр соціології, політичної економії та статистики, чи як службовці органів державної статистики.
Незмінним директором інституту був академік Михайло Птуха. Поряд із ним в інституті активно працювали, зокрема, Вадим Воблий, Юрій Корчак-Чепурківський, Петро Пустоход, Михайло Трацевський. Чисельність штатних працівників інституту навіть у «кращі часи» не перевищувала п'ятнадцяти осіб. Однак це не завадило інститутові працювати продуктивно й плідно. Інститут залишив наступним поколінням українських демографів та істориків велику й цінну спадщину — 14 т. «Праць». Після приєднання до інституту в травні 1934 кафедри санітарії та гігієни з санітарно-демографічним та санітарно-статистичним кабінетами чисельність співробітників об'єднаної інституції зросла до 30.
У розробках інституту брали участь позаштатні працівники — переважно співробітники Центрального статистичного управління УСРР/УРСР (ЦСУ УСРР/УРСР).
Кооперація штатних співробітників із позаштатними, кількість яких іноді в два-три рази перевищувала число штатних (серед яких був корифей української демографії Арсеній Хоменко), дала можливість систематично проводити роботу з формування надійної статистичної бази демографічних досліджень (величезний архів інституту, на жаль, не зберігся). Зокрема, спільними зусиллями зі співробітниками — демографами ЦСУ УСРР були зібрані по 9 губерніях, проаналізовані з огляду на неповноту та помилки, систематизовані й доповнені за єдиною методикою, поправлені у зв'язку зі змінами територіальних меж, зведені по території України та видані матеріали щодо природного руху населення та санітарної статистики за 1867—1914.
На основі створеної демостатистичної бази інститут провів цікаві й плідні емпіричні та теоретичні дослідження. Їхні основні напрями: вивчення природного руху населення України, в тому числі в історичному контексті; створення демографічних прогнозів для УСРР/УРСР, удосконалення методики демографічного аналізу (побудова таблиць смертності й середньої тривалості життя, вивчення дитячої смертності, дослідження шлюбності населення шляхом побудови індексів шлюбності), узагальнення історії, методики й організації переписів населення. Методичні розробки інституту ввійшли до арсеналу аналітичних засобів сучасної демографії, а підготовлена й опублікована бібліографія з демографії за 1914–28 (Василь Різниченко) є важливим демоісторичним джерелом.
У травні 1938 інститут був ліквідований, а його провідні працівники заарештовані за звинуваченнями політичного характеру. Функції Інституту демографії та санітарної статистики АН УРСР було покладено на відділ статистики Інституту економіки АН УРСР (нині Інститут економіки НАН України). Відділ провадив дослідження здебільшого історичного та методологічного характеру. 1966 на базі відділу статистики було створено відділ демографічних досліджень, який ставив за мету пошуково-фундаментальні та аналітичні розробки в контексті продовження традицій, що сформувалися в Демографічному інституті ВУАН.
Від осені 2002 у складі Національної академії наук України працює Інститут демографії та соціальних досліджень, він створений як нова наукова установа на підставі розпорядження КМ України від 26 вересня 2002.